# Walter Martínez
Walter Julián Martínez Ramos (Tegucigalpa, 1982. március 28. – 2019. augusztus 11.) hondurasi válogatott labdarúgó.

## Fordítás
- Ez a szócikk részben vagy egészben  a   Walter Martínez (footballer) című angol Wikipédia-szócikk fordításán alapul.  Az eredeti cikk szerkesztőit annak laptörténete sorolja fel. Ez a jelzés csupán a megfogalmazás eredetét és a szerzői jogokat jelzi, nem szolgál a cikkben szereplő információk forrásmegjelöléseként.